# ダニーロ・ナポリターノ
ダニーロ・ナポリターノ（Danilo Napolitano、1981年1月31日- ）は、イタリア、ヴィットーリア出身の自転車競技（ロードレース）選手。

## 経歴
兄、マッシミリアーノ・ナポリターノも、元ロードレースの選手で、1999年のツール・ド・フランスに出場している。
2004年5月、LPR・ピアチェンツァと契約を結んでプロ転向。
2005年
- コッパ・ベルノッキを制覇。以後2007年まで、同レース3連覇を達成。

2006年、ランプレ・フォンディタルに移籍。
- ブエルタ・ア・エスパーニャに出場。
- コッパ・ベルノッキ連覇

2007年
- コッパ・ベルノッキ 3連覇
- ジロ・デ・イタリアに出場。第9ステージを制した。
- ツール・ド・ポローニュでも、区間1勝を挙げた。

2009年、チーム・カチューシャに移籍。
2011年、アクア & サポーネに移籍。
2012年
- ツール・ド・ワロニー 第2、第4、第5ステージ優勝、ポイント賞

2013年、アクセント・ジョブス・ワンティに移籍
2017年まで在籍し、同年引退。